# Por ellas
Por ellas (dt.: Für sie) war ein musikalisches Benefizprojekt gegen den Brustkrebs aus dem Jahr 2013 in Spanien.

## Hintergrund
Ins Leben gerufen wurde das Projekt 2013 von der Asociación Española Contra el Cáncer. Höhepunkt der Aktion im Brustkrebs-Bewusstseins-Monat war das Konzert "Por ellas" am 26. Oktober im Palacio de los Deportes in Madrid. Dort traten viele bekannte weibliche Solo- und Bandsängerinnen auf und luden jeweils einen männlichen Sänger für ein Duett ein.
Bereits vor dem Konzert wurde auch eine Benefizsingle zugunsten der Brustkrebsbekämpfung aufgenommen. Das Lied stammt im Original von dem argentinischen Liedermacher Coti Sorokin und trägt den Titel Color esperanza (dt.: Die Farbe Hoffnung) und war 2008 ein Hit für Diego Torres. Aufgenommen wurde es von acht bekannten spanischen Sängerinnen. Nach Veröffentlichung am 18. Oktober stieg es sofort auf Platz eins der spanischen Charts ein. Das Lied wurde auch als Abschluss des Por-ellas-Konzerts von allen Beteiligten gemeinsam gesungen.

## Mitwirkende
Color esperanza / Por ellas (Lied, Veröffentlichung 18. Oktober 2013)
- Chenoa
- India Martínez
- Lamari (Chambao)
- Leire (La Oreja de Van Gogh)
- Mai Meneses (Nena Daconte)
- Paula Rojo
- Susana Alva (Efecto Mariposa)
- Rozalén

weitere
- Mar Amate, Moderatorin des Senders Cadena 100

Konzert "Por ellas" (26. Oktober 2013 im Palacio de los Deportes in Madrid)
- Luz (Soloauftakt)

Duette
- Chenoa mit Carlos Rivera
- Malú mit Pablo López
- Nena Daconte mit Manuel Carrasco
- Rosario mit Coti
- Efecto Mariposa mit Rubén Pozo
- Paula Rojo mit Melendi
- Rosana mit Efecto Pasillo
- Rozalén mit Paco Cifuentes
- Vanesa Martín mit Andrés Suárez

- Abschluss: Color esperanza von allen Beteiligten